# Gasthausstraße 37 (Mönchengladbach)

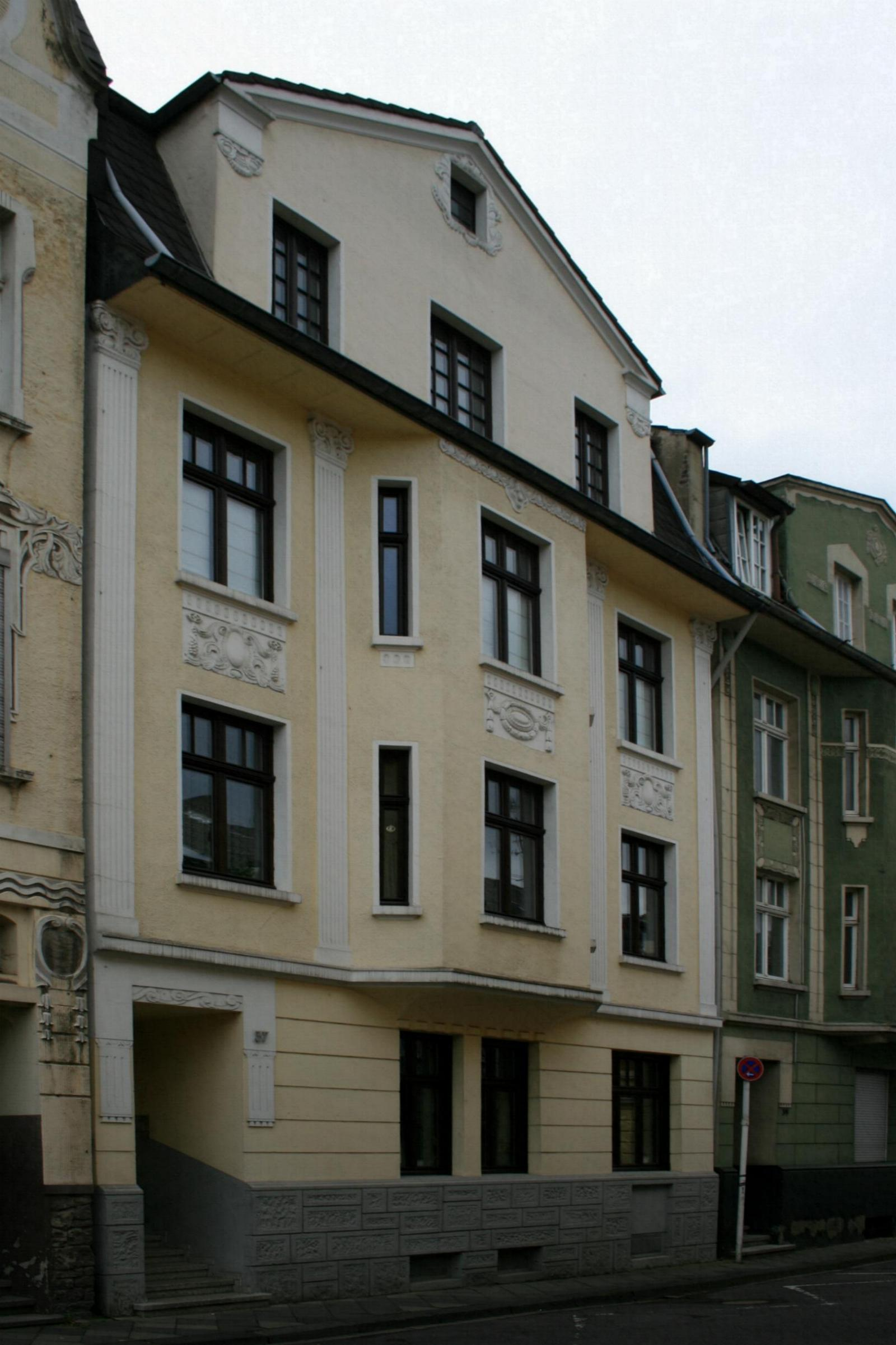
Wohnhaus (2010)

Das Wohnhaus Gasthausstraße 37 steht in Mönchengladbach (Nordrhein-Westfalen) im Stadtteil Gladbach.
Das Gebäude wurde um die Jahrhundertwende erbaut. Es ist unter Nr. G 032 am 15. Dezember 1987 in die Denkmalliste der Stadt Mönchengladbach eingetragen worden.

## Architektur
Die Gasthausstraße liegt innerhalb des historischen Stadtkerns unmittelbar am Ring der alten Stadtmauer. Das Haus Nr. 37 ist eines aus einer weitgehend intakten historistischen Häusergruppe der Nummern 27, 31, 33, 35, und 39.
Das Objekt wurde um die Jahrhundertwende errichtet. Es ist ein Traufenhaus von drei Geschossen mit ausgebautem Satteldach.